# Боканегра, Карлос
Ка́рлос Мануэ́ль Бокане́гра (англ. Carlos Manuel Bocanegra; 25 мая 1979, Апленд, Калифорния) — американский футболист, защитник. Провёл свыше ста матчей за сборную страны и в течение шести лет являлся капитаном сборной США. В начале марта 2015 года был назначен техническим директором будущего клуба MLS «Атланта Юнайтед».

## Карьера

### Клубная
Футбольную карьеру Боканегра начал в футбольной команде Калифорнийского университета в Лос-Анджелесе. 20 января 2000 года Боканегра подписал контракт с MLS по программе Project-40. На Супердрафте MLS 2000 он был выбран под общим четвёртым номером командой «Чикаго Файр», за которую он впоследствии выступал четыре года. В январе 2004 года Боканегра переходит в английский «Фулхэм», в котором он также провёл четыре сезона. В сезоне 2006/07 он, несмотря на то, что играет на позиции защитника, стал с пятью мячами вторым бомбардиром команды. С 2008 по 2010 годы футболист выступал за французский «Ренн». 23 июля 2010 года подписал двухлетний контракт с «Сент-Этьеном».
1 июля 2013 года подписал контракт с американским клубом «Чивас США». После окончания сезона MLS 2014 Боканегра завершил карьеру футболиста.

### Международная
В национальной сборной Боканегра дебютировал 9 декабря 2001 года в товарищеском матче с Южной Кореей, заменив в перерыве между таймами Диего Гутьерреса. В общей сложности провёл за взрослую сборную 110 матчей в которых забил 14 голов. С 2007 года Боканегра являлся капитаном сборной США, в 2013 году его сменил Клинт Демпси.

## Достижения
Командные
 Сборная США по футболу
- Победитель Золотого кубка КОНКАКАФ (2): 2002, 2007
- Финалист Кубка конфедераций: 2009

 «Чикаго Файр»
- Победитель Открытого кубка США (2): 2000, 2003

Личные
- Новичок года в MLS: 2000[16]
- Защитник года в MLS (2): 2002[17], 2003[18]
- Член символической сборной MLS (2): 2002[19], 2003[18]